# Префектура Сіґа
Префекту́ра Ші́ґа (яп. 滋賀県, しがけん, МФА: [ɕiga keɴ]?) — префектура в Японії, в регіоні Кінкі
.  Розташована в центральній частині острова Хоншю, на берегах найбільшого японського озера Біва. Адміністративний центр префектури — Оцу. Межує з префектурами Кіото, Фукуй, Ґіфу та Міє. Заснована 1871 року на основі провінції Омі. Площа становить 4017,36 км². Станом на 1 серпня 2011 року в префектурі мешкало 1 406 781 осіб. Густота населення складала 350 осіб/км². Основою економіки є сільське господарство й рибальство. 

## Загальні відомості

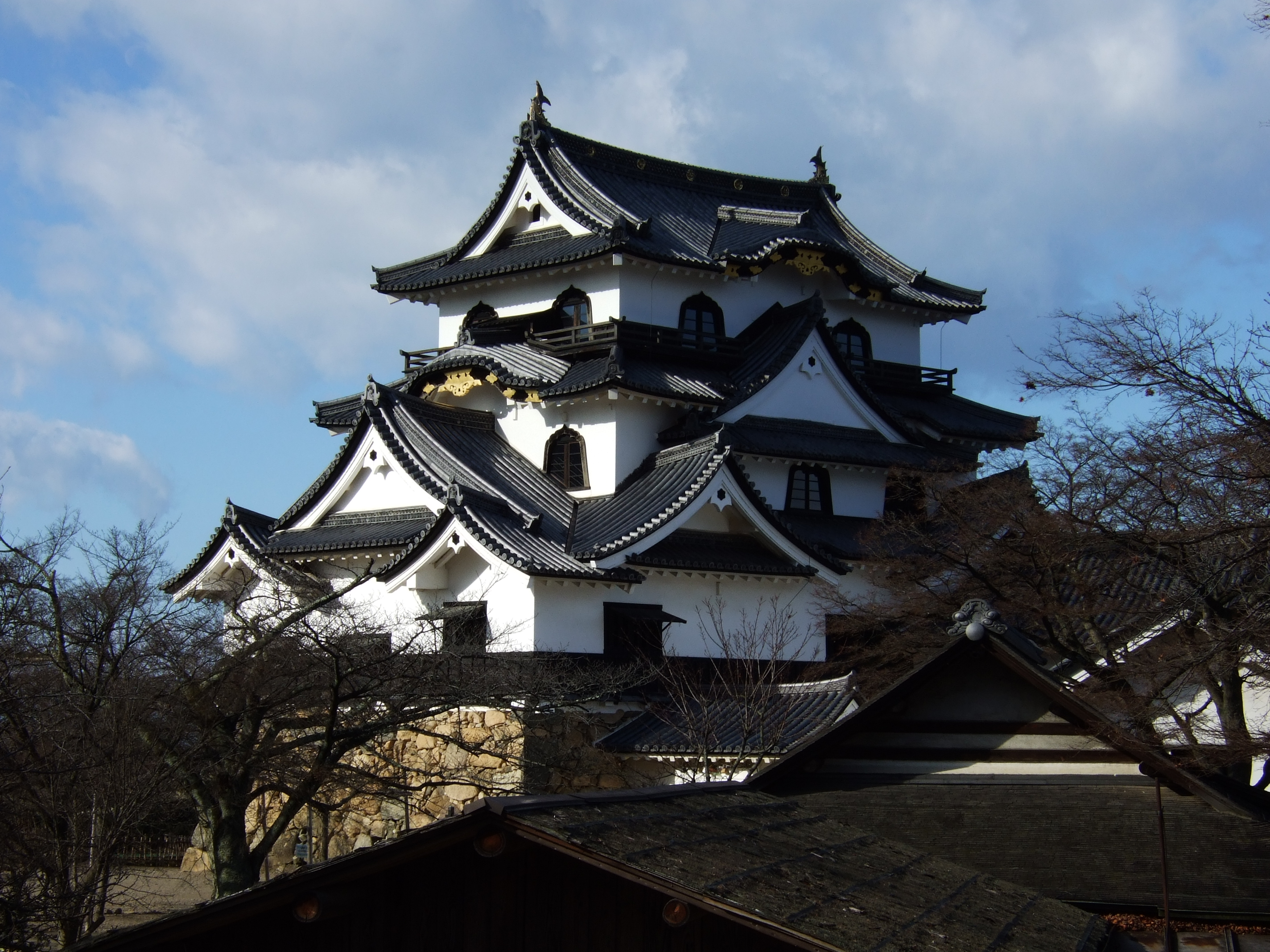
Замок Хіконе.

Префектура Шіґа розташована в центрі острова Хоншю, на північному сході регіону Кінкі. Вона є однією з небагатьох японських префектур, що не мають виходу до моря. З усіх сторін Шіґу оточують гірські хребти. В центральній частині префектури розташоване озеро Біва — найбільше озеро Японії. Воно займає одну шосту площі Шіґи. В прибережній частині озера пролягають рівнини. На півночі префектура іґа межує з префектурою Фукуй, на сході — з префектурою Ґіфу, на півдні — з префектурою Міє, на заході — з префектурою Кіото.
Префектура Шіґа займає територію історичної провінції Омі. Її найстаріше місто Оцу, адміністративний центр префектури, було столицею Японії в 6 і 8 століттях. Завдяки близькості до Кіото, провінція завжди була густо заселена. Через неї проходили основні шляхи, що сполучали Західну Японію зі Східною. Омі мала велике стратегічне значення, то її землі часто ставали місцем великих битв між державними діячами за всеяпонське панування. У другій половині 16 столітті саме тут була заснована резиденція Оди Нобунаґи, який розпочав процес об'єднання країни.
Основою економіки префектури Шіґа є сільське господарство, садівництво, транзит товарів, комерція. Через префектуру проходять найважливіші транспортні шляхи — лінія Токайдо залізниці JR, лінія Токайдо та Сан'їн швидкісного потягу сінкансен, державні автошляхи № 1 і № 8. Більша частина населення проживає в південних і східних районах. Південь префектури має тісні зв'язки з Кіото та Осакою, а схід — з Наґоєю. Інтенсивна урбанізація, що триває з 1950-х років, спричиняє сильне забруднення озера Біва. Більшість населених пунктів префектури Шіґа мають багато історичних пам'яток, буддистських монастирів, синтоїстських святилищ та замків. Монастир Енряку, розташований в Оцу, один з найдавніших релігійно-освітніх центрів Японії занесений до реєстру Світової спадщини ЮНЕСКО.

## Населення
| 1920 | 651 050   |
| 1925 | 662 412   |
| 1930 | 691 631   |
| 1935 | 711 436   |
| 1940 | 703 679   |
| 1945 | 860 911   |
| 1947 | 858 367   |
| 1950 | 861 180   |
| 1955 | 853 734   |
| 1960 | 842 695   |
| 1965 | 853 385   |
| 1970 | 889 768   |
| 1975 | 985 621   |
| 1980 | 1 079 898 |
| 1985 | 1 155 844 |
| 1990 | 1 222 411 |
| 1995 | 1 287 005 |
| 2000 | 1 342 832 |
| 2005 | 1 380 361 |

## Культура
- Монастир Енряку